# Smolan (gmina)
Smolan (bułg. Община Смолян)  − gmina w południowej Bułgarii, w obwodzie Smolan.

## Miejscowości
Miejscowości wchodzące w skład gminy Smolan:
- Aligowska (bułg.: Алиговска),
- Arda (bułg.: Арда),
- Belew doł (bułg.: Белев дол),
- Bilanska (bułg.: Билянска),
- Borikowo (bułg.: Бориково),
- Bostina (bułg.: Бостина),
- Bukacite (bułg.: Букаците),
- Bukata (bułg.: Буката),
- Chasowica (bułg.: Хасовица),
- Czamła (bułg.: Чамла),
- Czepleten (bułg.: Чеплетен),
- Czereszkite (bułg.: Черешките),
- Czereszowo (bułg.: Черешово),
- Czereszowska reka (bułg.: Черешовска река),
- Czokmanowo (bułg.: Чокманово),
- Czuczur (bułg.: Чучур),
- Dimowo (bułg.: Димово),
- Dunewo (bułg.: Дунево),
- Elenska (bułg.: Еленска),
- Elowo (bułg.: Ельово),
- Fatowo (bułg.: Фатово),
- Gabrica (bułg.: Габрица),
- Geła (bułg.: Гела),
- Gorna Arda (bułg.: Горна Арда),
- Gorowo (bułg.: Горово),
- Gozdewica (bułg.: Гоздевица),
- Gradyt (bułg.: Градът),
- Gudewica (bułg.: Гудевица),
- Isjowci (bułg.: Исьовци),
- Katranica (bułg.: Катраница),
- Kiseliczewo (bułg.: Киселичево),
- Kokorkowo (bułg.: Кокорково),
- Kosznica (bułg.: Кошница),
- Kremene (bułg.: Кремене),
- Kukuwica (bułg.: Кукувица),
- Kuteła (bułg.: Кутела),
- Lewoczewo (bułg.: Левочево),
- Lipec (bułg.: Липец),
- Lułka (bułg.: Люлка),
- Łyka (bułg.: Лъка),
- Miłkowo (bułg.: Милково),
- Mogilica (bułg.: Могилица),
- Momcziłowci (bułg.: Момчиловци),
- Mugła (bułg.: Мугла),
- Nadarci (bułg.: Надарци),
- Oreszica (bułg.: Орешица),
- Ostri pazłak (bułg.: Остри пазлак),
- Pesztera (bułg.: Пещера),
- Petkowo (bułg.: Петково),
- Pisanica (bułg.: Писаница),
- Podwis (bułg.: Подвис),
- Połkownik Serafimowo (bułg.: Полковник Серафимово),
- Poprełka (bułg.: Попрелка),
- Potoka (bułg.: Потока),
- Reczani (bułg.: Речани),
- Reka (bułg.: Река),
- Rowina (bułg.: Ровина),
- Seliszte (bułg.: Селище),
- Siwino (bułg.: Сивино),
- Sławejno (bułg.: Славейно),
- Smilan (bułg.: Смилян),
- 'Smolan' (bułg.: Смолян) − siedziba gminy,
- Sokołowci (bułg.: Соколовци),
- Soliszta (bułg.: Солища),
- Sredok (bułg.: Средок),
- Stikył (bułg.: Стикъл),
- Stojkite (bułg.: Стойките),
- Straża (bułg.: Стража),
- Syrnino (bułg.: Сърнино),
- Sziroka łyka (bułg.: Широка лъка),
- Tikale (bułg.: Тикале),
- Trebiszte (bułg.: Требище),
- Turjan (bułg.: Турян),
- Tyryn (bułg.: Търън),
- Uchłowica (bułg.: Ухловица),
- Wiewo (bułg.: Виево),
- Włachowo (bułg.: Влахово),
- Wyłczan (bułg.: Вълчан),
- Wyrbowo (bułg.: Върбово),
- Zaewite (bułg.: Заевите),
- Zmiewo (bułg.: Змиево).